# Christopher Quiring
Christopher Quiring (ur. 23 listopada 1990) – niemiecki piłkarz występujący na pozycji skrzydłowego w VSG Altglienicke. W 2. Bundeslidze rozegrał 130 spotkań i zdobył 19 bramek.